# Ключ 84
| 气                     | 气           | 气           |
| ---------------------- | ------------ | ------------ |
| 83                     | 84           | 85           |
| Піньінь:               | qì           | qì           |
| Чжуїнь:                | ㄑㄧˋ        | ㄑㄧˋ        |
| Вейд-Джайлз:           | ch'i4        | ch'i4        |
| Ютпхін:                | hei3         | hei3         |
| Он:                    |              |              |
| Кун:                   |              |              |
| Кандзі:                | 気構 kigamae | 気構 kigamae |
| Хун:                   | 기운 giun    | 기운 giun    |
| Им:                    | 기 gi        | 기 gi        |
| Індекс у Вікісловнику: | 气           | 气           |

Ключ 84 — ієрогліфічний ключ, що означає пара або дихання і є одним із 34 (загалом існує 214) ключів Кансі, що складаються з чотирьох рисок.
У Словнику Кансі 17 символів із 40 030 використовують цей ключ.

## Символи, що використовують ключ 84

Як писати ієрогліф.

| без додаткових | 气                   |
| 1 додаткова    | 氕                   |
| 2 додаткові    | 氖 気 氘             |
| 3 додаткові    | 氙 氚                |
| 4 додаткові    | 氛 氜 氝             |
| 5 додаткових   | 氞 氟 氠 氡 氢       |
| 6 додаткових   | 氣 氤 氥 氦 氧 氨 氩 |
| 7 додаткових   | 氪 氫                |
| 8 додаткових   | 氬 氭 氮 氯 氰       |
| 9 додаткових   | 氱                   |
| 10 додаткових  | 氲 氳                |